# Wyzwanie (film 1982)
Wyzwanie (ang. The Challenge) – amerykański film akcji z 1982 roku w reżyserii Johna Frankenheimera.

## Opis fabuły
Stany Zjednoczone. Podrzędny bokser Rick, od japońskiego inwalidy imieniem Toshio, otrzymuje propozycję przewiezienia do Japonii pamiątki rodzinnej – cennego miecza samurajskiego. Skuszony sowitą zapłatą i perspektywą egzotycznej podróży Rick wyraża zgodę, nie zadając zbędnych pytań. Jednak tuż po wylądowaniu w Japonii, zostaje porwany przez uzbrojonych napastników – są oni brutalni i zachowują go przy życiu tylko dlatego, że miecz który przywiózł w swoim bagażu okazuje się być nic nie wartą imitacją. Porywacze postanawiają się go pozbyć, jednak ciężko rannemu Rickiemu, w ostatniej chwili, cudem udaje się uciec, korzystając z pomocy towarzyszki podróży imieniem Akiko. Dzięki niej poznaje też całą historię miecza i rywalizującego o niego dwóch braci – Satoru i Hideo – członków potężnego klanu Yoshida. Jeden z nich – Satoru – dla którego miecz wiózł Rick, prowadzi szkołę sztuk walki opartą na starożytnych wzorcach, drugi – Hideo – to bezwzględny prezes potężnej korporacji. Kiedy oryginalny miecz przybywa przemycony w wózku inwalidzkim Toshio, Rick rozumie, że jego misja miała jedynie odwrócić uwagę od oryginalnej broni przemycanej inną drogą. Jego zadanie wydaje się być jednak zakończone, gdy otrzymuje obiecana mu zapłatę. Niestety, podczas gdy w pobliskim barze wydaje zarobione pieniądze, ponownie wpada w ręce ludzi Hideo. Oferują mu oni o wiele więcej, jeśli wróci do szkoły mistrza Satoru i udając nawróconego ucznia, wykradnie miecz. Rick przystaje na propozycję. Powraca do szkoły i zostaje przyjęty. Po pewnym czasie próbuje uciec w nocy z mieczem. Jednak ostatecznie nie jest w stanie tego dokonać – zatrzymuje się w pół drogi. Podczas pobytu w szkole zmienia się bowiem jego nastawienie do tradycji i wartości oferowanych przez mistrza Satoru. Nie jest już najemnym zabijaką, staje się wiernym uczniem samurajskich tradycji. Hideo nie zasypia jednak gruszek w popiele. Chcąc rozstrzygnąć ostatecznie kwestię przynależności spornego miecza, wyzywa brata na pojedynek, do którego dochodzi w siedzibie jego korporacji. Mistrz Satoru udaje się tam wraz z Rickiem. Podczas pojedynku pomiędzy braćmi, ochraniarz Hideo – Ando – nieoczekiwanie strzela do Satoru. Jest to złamanie obowiązujących zasad i tradycji. Rozwścieczony Hideo ścina głowę gorliwca, jednak postrzelany Satoru nie jest w stanie dalej walczyć. Za miecz chwyta Rick i po bezwzględnym pojedynku na "śmierć i życie" zabija Hideo.

## Obsada aktorska
- Scott Glenn – Rick Murphy
- Toshiro Mifune – Satoru Yoshida
- Atsuo Nakamura – Hideo Yoshida
- Donna Kei Benz – Akiko Yoshida
- Calvin Jung – Ando
- Clyde Kusatsu – Go
- Sab Shimono – Toshio Yoshida
- Ryuji Yamashita – mały Toshio
- Kiyoaki Nagai – Kubo
- Kenta Fukasaku – Jiro
- Shōgo Shimada – Shin'ichi Yoshida
- Yoshio Inaba – Kenzo the Instructor
- Seiji Miyaguchi – stary człowiek
- Miiko Taka – Machiko Yoshida

i inni.

## O filmie
Film przyniósł niezły dochód – z rozpowszechniania w kinach amerykańskich było to blisko 3,5 mln dolarów (z czego ponad 500 tys. w ciągu pierwszego weekendu). Nie spodobał się natomiast krytykom – niektórzy z nich porównywali go do niskobudżetowych filmów sztuk walki z udziałem Chucka Norrisa, któremu daleko do chociaż by, utrzymanego w podobnym klimacie, Yakuzy Pollacka z 1974. Krytykowano zbędną brutalność scen, chociaż chwalono aktorstwo, zwłaszcza w wykonaniu Mifune i Glenna. Ten drugi, w ramach przygotowań do trudnej roli, przez sześć tygodni zgłębiał tajniki sztuki Aikido. Uwagę recenzentów przykuła również scena, w której Murphy spędza kilka dni zakopany po szyję w ziemi, w ramach trudnego treningu adepta szkoły mistrza Satoru.
Plenery filmu były jak najbardziej autentyczne – zdjęcia kręcono w świątyni Shokoku-ji (szkoła mistrza Satoru), międzynarodowym lotnisku w Osace, sceneriach miejskich Kioto i w Los Angeles. Za siedzibę kwatery głównej międzynarodowego koncernu którym zarządzał Hideo Yoshida, posłużyło Międzynarodowe Centrum Konferencyjne w Kioto.
Film posiadał alternatywna wersję telewizyjną, krótszą o 10 min., rozpowszechnianą pod tytułem Miecz Ninja (Sword of the Ninja).
Jak podają napisy końcowe, konsultantem choreografii sztuk walki w filmie był Steven Seagal (w napisach Steve Seagal) – ówcześnie nikomu nieznany adept Aikido, po latach – słynny gwiazdor filmów kina akcji.

## Galeria
Plenery

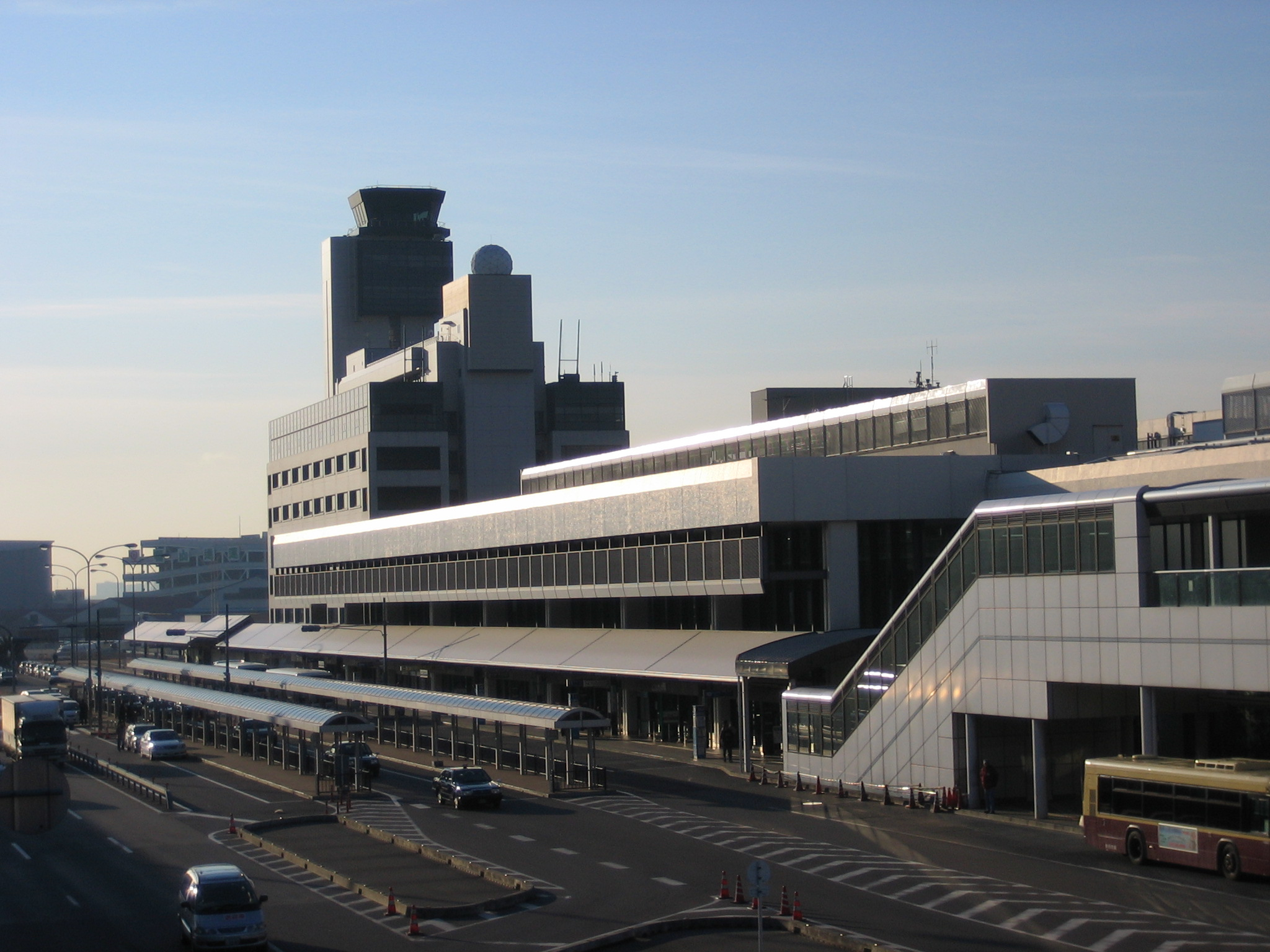
Międzynarodowy Port Lotniczy w Osace – miejsce, gdzie rozegrały się sceny z filmu, wkrótce po przylocie Ricka do Japonii.
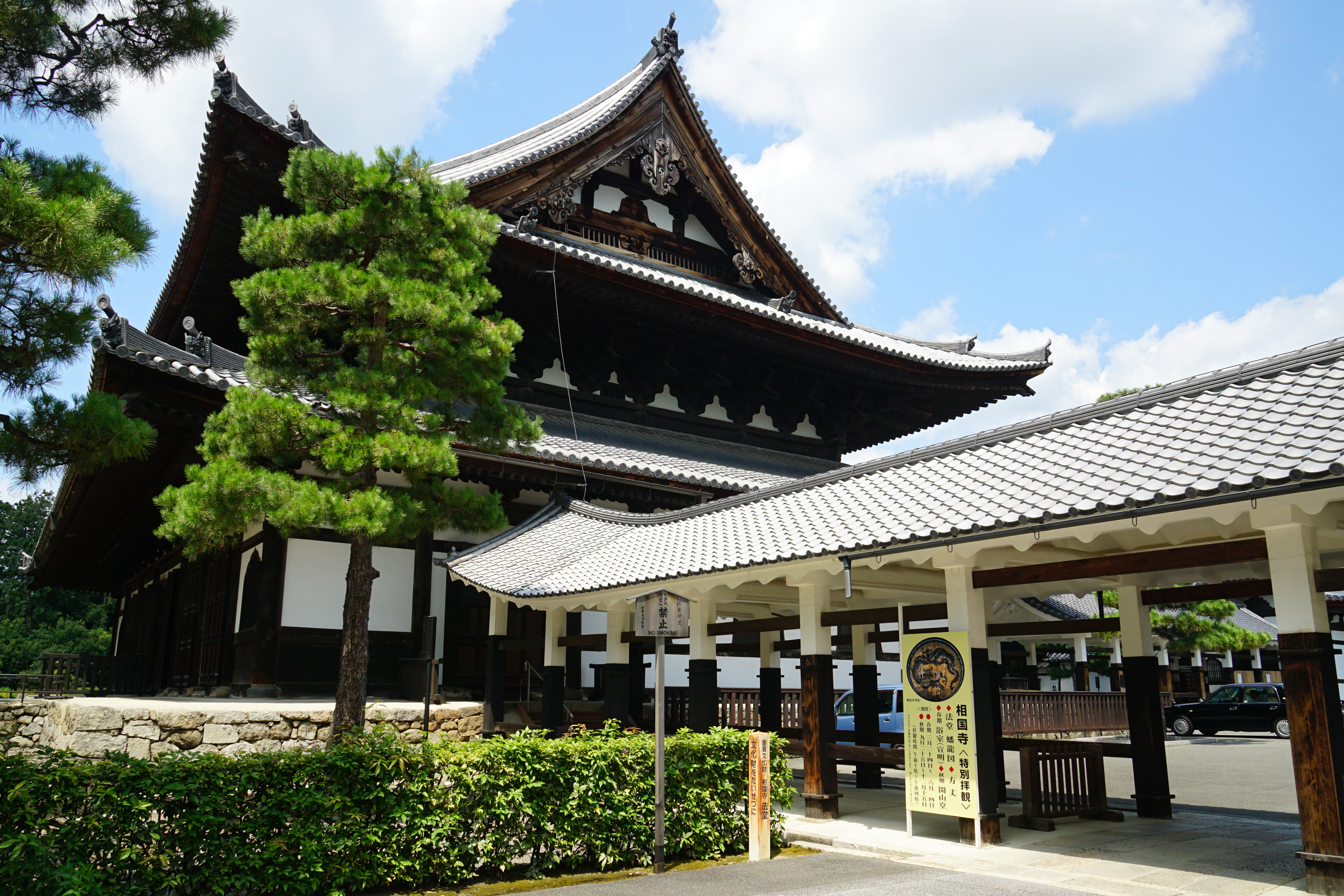
Świątynia Shokoku-ji w Kioto – w filmie szkoła mistrza Satoru.
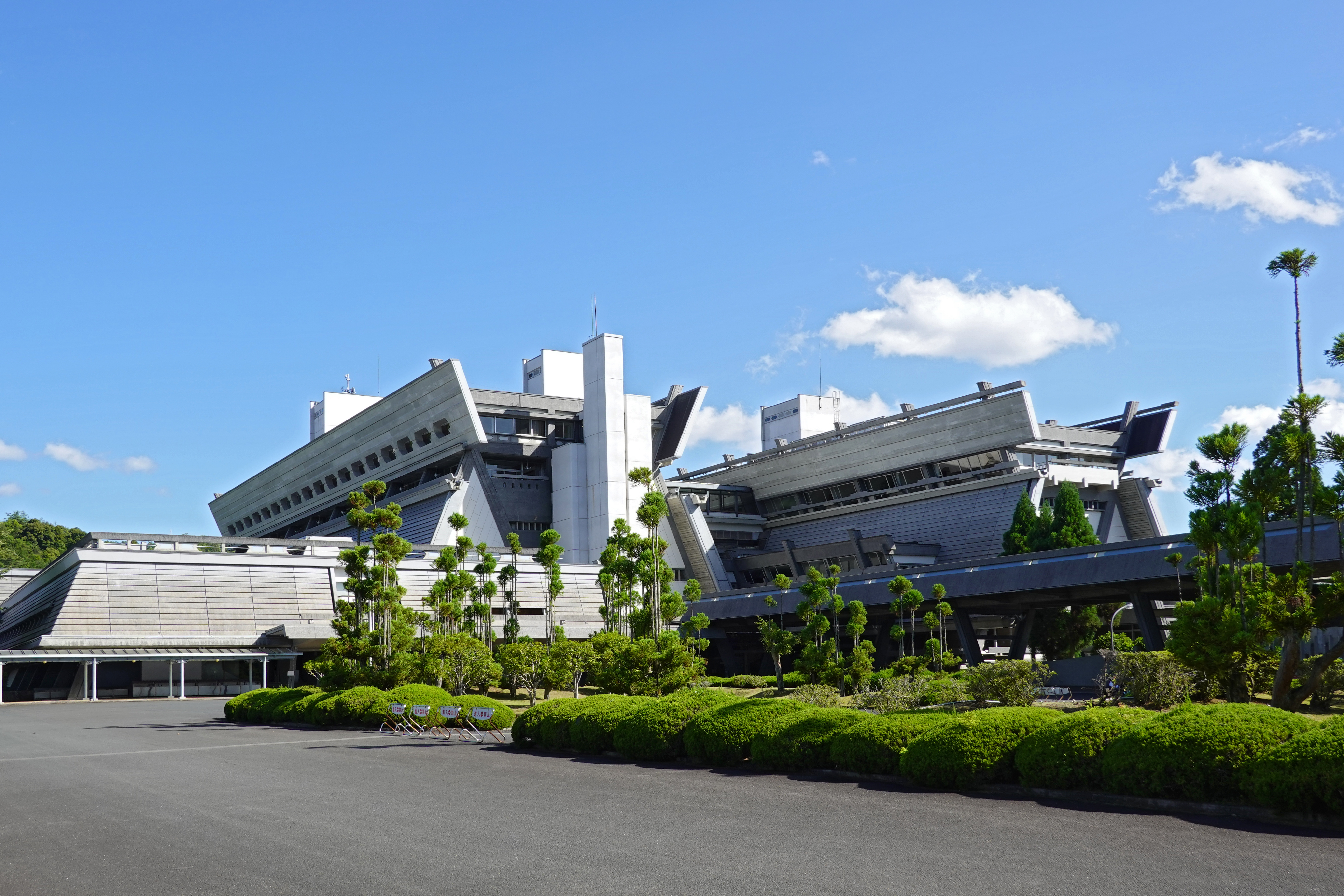
Międzynarodowe Centrum Konferencyjne w Kioto – w filmie kwatera główna międzynarodowego koncernu, którym zarządzał Hideo Yoshida.